# Éverton Cardoso
Éverton Cardoso (Videira, 4 de dezembro de 1987), mais conhecido como Gallo, é um jogador de futsal brasileiro naturalizado azeri. Atualmente, joga pelo Levante e pela Seleção Azeri de Futsal na posição de fixo. Entre 2014 e 2016, jogou pela Seleção Brasileira de Futsal antes de optar pela dupla nacionalidade.